# Hourquette de Bugarret
Pour les articles homonymes, voir Hourquette.
La hourquette de Bugarret est un col de montagne pédestre des Pyrénées à 2 614 mètres d'altitude entre le Lavedan et la vallée d'Aure, dans le département français des Hautes-Pyrénées en Occitanie.
Il relie le vallon du Barrada à l’ouest (Lavedan) et la réserve du Néouvielle (vallée d'Aure).

## Toponymie
Hourquette est un nom féminin gascon /hurketɵ/, dérivé de hourque « fourche », du latin furca. L'idée de fourche est un passage en « V », en principe plus resserré qu'un col et moins marqué qu'une brèche.

## Géographie
La hourquette de Bugarret est située entre le Turon de Néouvielle (3 035 m) au nord et le pic Maubic (3 058 m) au sud sur l’arête de Cap de Long et tout proche du col Tourrat. Il surplombe à l’ouest le lac Tourrat (2 621 m) et le barrage de Cap de Long (2 161 m) à l’est.

### Hydrographie
Le col délimite la ligne de partage des eaux entre les bassins de l'Adour côté ouest et de la Garonne côté est, qui se déversent dans l'Atlantique.

## Protection environnementale
Le col est situé dans le parc national des Pyrénées et fait partie d'une zone naturelle protégée, classée ZNIEFF de type 1 et de type 2.

## Voies d'accès
Le versant ouest est accessible en parcourant le long sentier au départ de Luz-Saint-Sauveur qui passe par le col de Pierrefitte.
Au départ de la centrale hydroélectrique de Pragnères au bord de la route départementale 921 pour le cirque d'Érèts Lits, puis en remontant difficilement la ravine de la Gorge de Marraut.
Par le versant est en longeant le sentier sud du lac de Cap de Long.

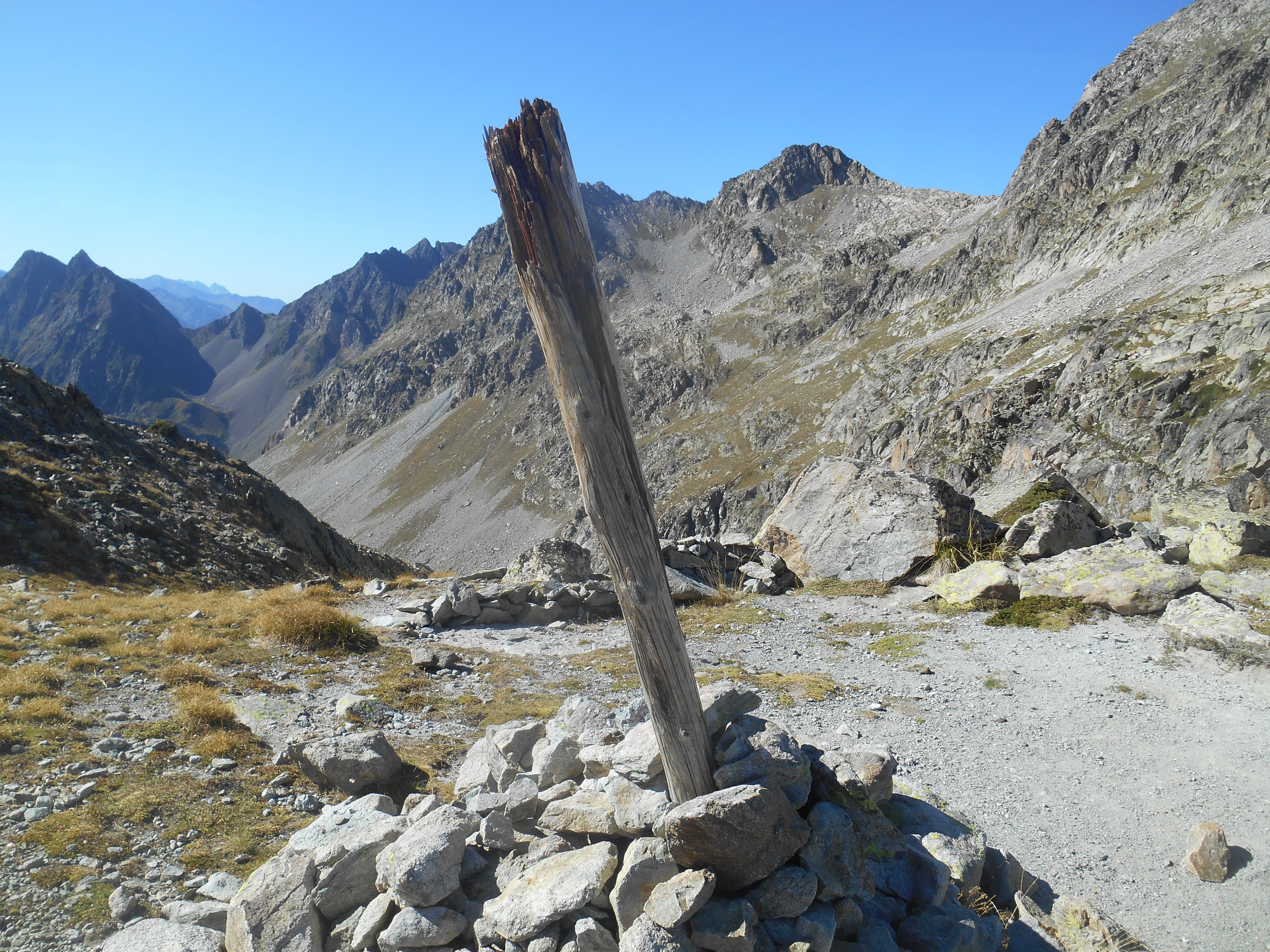
Sommet de la Hourquette versant ouest
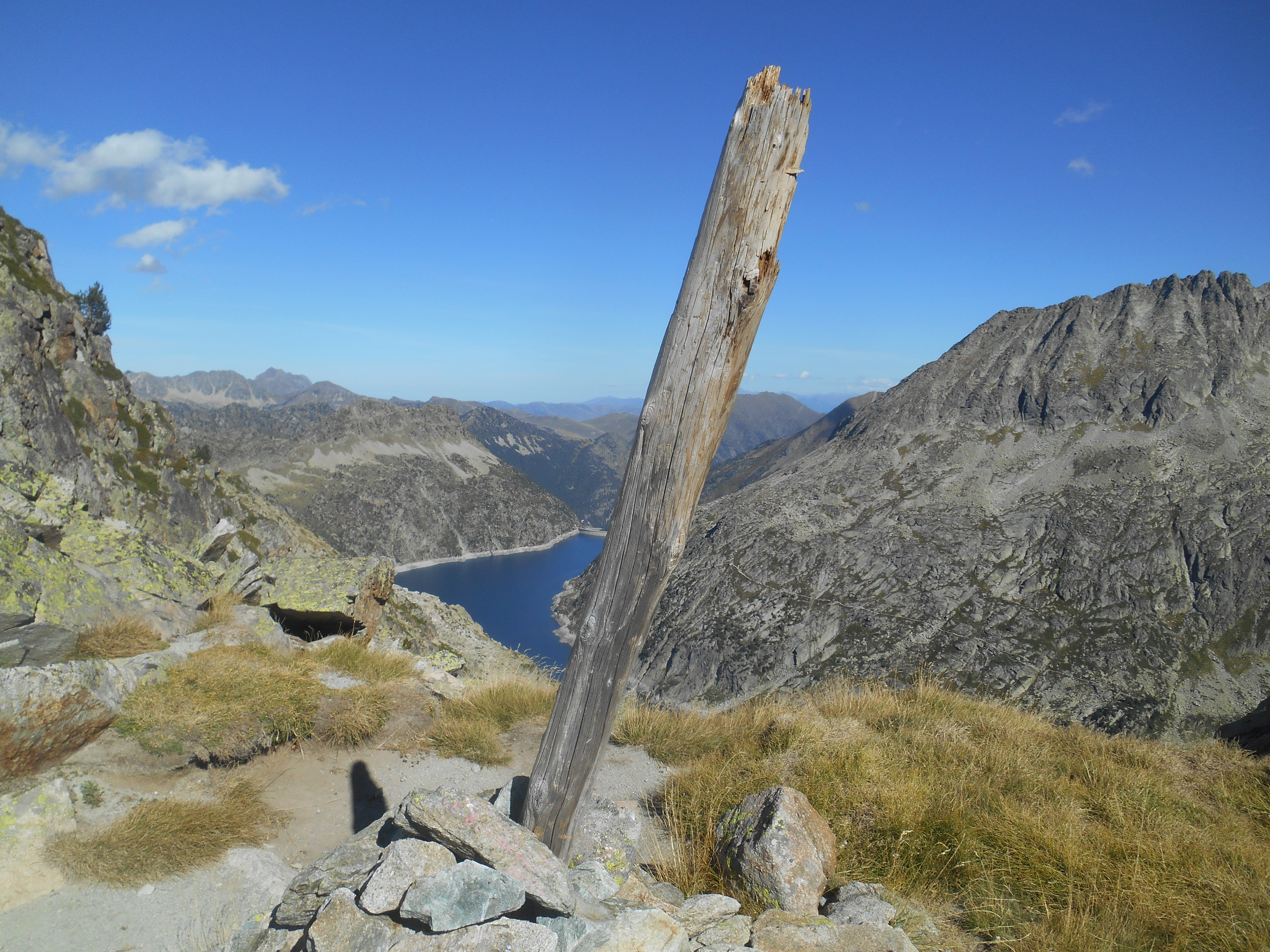
Versant est avec le Lac de Cap de Long en contrebas